# Сопраніно блокфлейта
Сопраніно блокфлейта — друга за розміром з найменших блокфлейт у сучасній родині блокфлейт, яка до XVII століття вважалася найменшою.
Цей сучасний інструмент має найнижчу ноту фа⁵ (F5), а його довжина становить 20 см. Зазвичай сопраніно виготовляють із м'яких європейських або тропічних порід деревини, хоча іноді також використовують пластик.

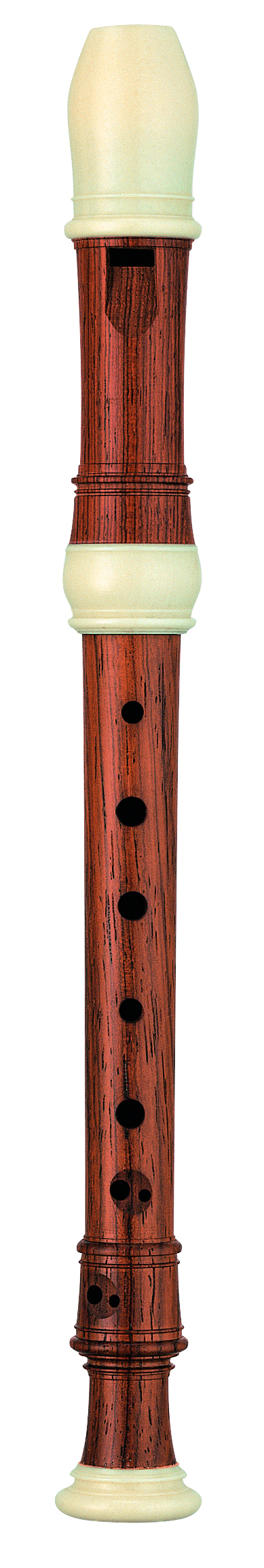
Барокова сопраніно блокфлейта

Історично існувало декілька розмірів блокфлейт у цьому регістрі, які мали різні назви в різні періоди та в різних мовах. У своєму трактаті Syntagma Musicum (1619) Міхаель Преторіус описує блокфлейту цього розміру, яка звучить на цілий тон вище, з найнижчою нотою соль⁵ (G5). Він називає її exilent (найвища) латинською мовою та kleine Flöte (мала флейта), klein Flötlein (мала маленька флейта) або gar klein (дуже маленька) німецькою мовою. За словами Преторіуса, це найменший з восьми розмірів блокфлейт у повному "Accort oder Stimmwerk" (набір всіх голосів), і звучить на квінтадециму (п'ятнадцяту — тобто на дві октави) вище, ніж корнет. Такий повний набір включає загалом двадцять один інструмент, включаючи пару exilent, а також по два інструменти кожного з двох наступних за розміром типів — Discantflöten у ре⁵ (D5) та до⁵ (C5). Проте Преторіус рекомендує обмежувати ансамблі блокфлейт п'ятьма найглибшими розмірами, оскільки "die kleinen gar zu starck und laut schreien" — "маленькі занадто сильно і голосно кричать". 
Сопраніно у соль найімовірніше є інструментом, який Клаудіо Монтеверді використовував у опері Орфей (1607) під назвою flautino alla vigesima seconda (маленька флейта на третій октаві).
У Англії XVIII століття розміри блокфлейт, менші за альт у фа (який називався просто флейта), отримували назви відповідно до інтервалу над ним і часто нотувалися як транспонуючі інструменти. Дискант (або сопрано) у до називався п'ятою флейтою, інструмент на цілий тон вище — шостою флейтою (у ре), а те, що сьогодні відоме як сопраніно, називалося октавною флейтою.

## Подальше читання
- Griscom, Richard W., and David Lasocki. 2013. The Recorder: A Research and Information Guide, third edition. Routledge Music Bibliographies. Routledge. ISBN 9781135839321.
- Hunt, Edgar. 1988. "Syntagma Musicum II, Parts 1 and 2 of De Organographia by Michael Praetorius; David Z. Crookes" (review). The Galpin Society Journal 41 (October): 142–44.
- Sachs, Curt. 1913. Real-Lexikon der Musikinstrumente, zugleich ein Polyglossar für das gesamtr Instrumentengebiet. Berlin: Julius Bard.